# Шамрок (Техас)
Шамрок (англ. Shamrock) — місто (англ. city) в США, в окрузі Вілер штату Техас. Населення — 1789 осіб (2020).

## Географія
Шамрок розташований за координатами 35°12′55″ пн. ш. 100°14′46″ зх. д. / 35.21528° пн. ш. 100.24611° зх. д. (35.215401, -100.246085).  За даними Бюро перепису населення США в 2010 році місто мало площу 5,30 км², уся площа — суходіл.

### Клімат
| Клімат : Шамрок       | Клімат : Шамрок | Клімат : Шамрок | Клімат : Шамрок | Клімат : Шамрок | Клімат : Шамрок | Клімат : Шамрок | Клімат : Шамрок | Клімат : Шамрок | Клімат : Шамрок | Клімат : Шамрок | Клімат : Шамрок | Клімат : Шамрок | Клімат : Шамрок |
| Показник              | Січ.            | Лют.            | Бер.            | Квіт.           | Трав.           | Черв.           | Лип.            | Серп.           | Вер.            | Жовт.           | Лист.           | Груд.           | Рік             |
| Середній максимум, °C | 8,9             | 12,2            | 16,7            | 22,2            | 26,1            | 31,1            | 33,9            | 33,3            | 28,9            | 22,8            | 15,0            | 10,0            | 21,8            |
| Середній мінімум, °C  | −5              | −2,8            | 1,7             | 6,7             | 12,2            | 17,8            | 20,0            | 19,4            | 15,0            | 8,3             | 1,1             | −3,3            | 7,6             |
| Норма опадів, мм      | 14              | 21              | 48              | 56              | 100             | 95              | 55              | 58              | 72              | 49              | 30              | 21              | 619             |
| --------------------- | --------------- | --------------- | --------------- | --------------- | --------------- | --------------- | --------------- | --------------- | --------------- | --------------- | --------------- | --------------- | --------------- |
| Джерело: weather.com  |                 |                 |                 |                 |                 |                 |                 |                 |                 |                 |                 |                 |                 |

## Демографія
Згідно з переписом 2010 року, у місті мешкало 1910 осіб у 835 домогосподарствах у складі 531 родини. Густота населення становила 360 осіб/км².  Було 1023 помешкання (193/км²).
Расовий склад населення:
| - 81,8 % — білих - 4,6 % — чорних або афроамериканців - 1,3 % — корінних американців - 0,6 % — азіатів - 8,7 % — осіб інших рас |

До двох чи більше рас належало 3,1 %. Частка іспаномовних становила 21,0 % від усіх жителів.
За віковим діапазоном населення розподілялося таким чином: 24,1 % — особи молодші 18 років, 58,5 % — особи у віці 18—64 років, 17,4 % — особи у віці 65 років та старші. Медіана віку мешканця становила 42,3 року. На 100 осіб жіночої статі у місті припадало 90,6 чоловіків;  на 100 жінок у віці від 18 років та старших — 88,1 чоловіків також старших 18 років.
Середній дохід на одне домашнє господарство  становив 54 251 долар США (медіана — 41 610), а середній дохід на одну сім'ю — 68 163 долари (медіана — 50 052). За межею бідності перебувало 19,4 % осіб, у тому числі 31,6 % дітей у віці до 18 років та 20,9 % осіб у віці 65 років та старших.
Цивільне працевлаштоване населення становило 959 осіб. Основні галузі зайнятості: сільське господарство, лісництво, риболовля — 22,4 %, освіта, охорона здоров'я та соціальна допомога — 21,0 %, транспорт — 8,9 %, роздрібна торгівля — 7,2 %.